# Саксија
Саксија је посуда у којој се држи земља и биљка. На дну има рупу, како би вишак воде могао да изађе у нарочиту посуду направљену за ту сврху која је у облику тањира. Традиционално саксије су се правиле од керамике, а данас се чешће праве од пластике, а у последње време и од биоразградивих материјала.
Саксије се користе за различите сврхе:
- узгајање декоративног биља
- транспортовање биљака на нову локацију
- узгајање садница
- узгајање нежног биља у подручјима са хладном климом .[1]

## Историја
Кроз векове, коришћење саксија утицало је на хортикултурално коришћење биљака. Египћани су међу првима користили саксије за транспорт биљака са једне на другу локацију. Римљани су уносили саксије са засађеним биљкама унутра, када је хладно време. Приликом откривања нових делова света и нових биљака, саксије су коришћене за транспорт нових култура у друге крајеве света.

## Занимљивости
У српском језику постоји пословица, "Открио рупу на саксији", која указује на претерано истицање нечега што је опште познато.
У Атини у периоду између 371. и 287. године пре нове ере, саксије са биљкама су бацане у море за време фестивала у част Башти Адониса. Биљка коју су звали јужно дрво, је одгајана у саксијама јер се тешко гајила у природи.